# Schloss Schenna

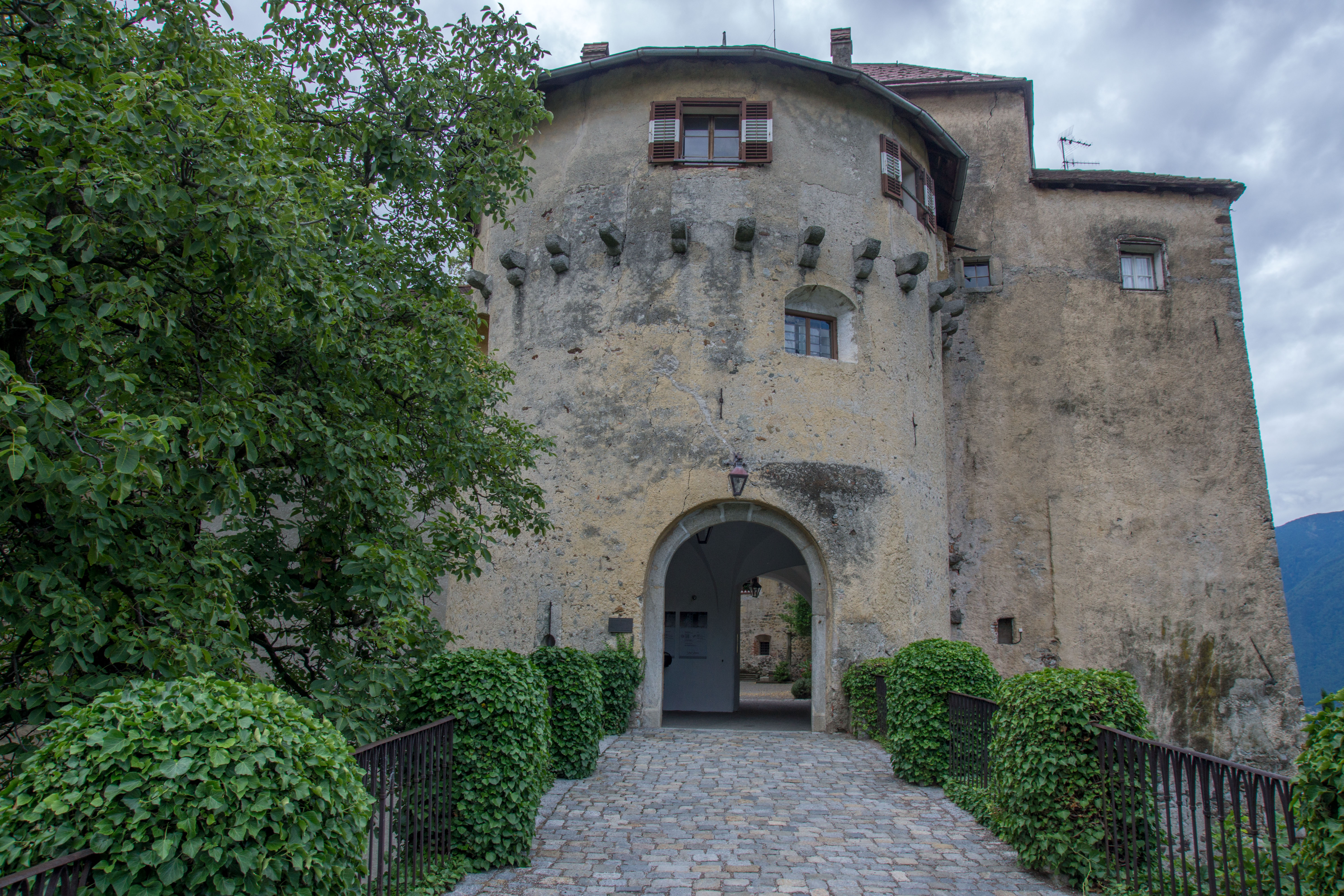
Eingangstor

Das Schloss Schenna in Schenna bei Meran ist eines der bedeutendsten Schlösser in Südtirol. Heute kann man das Schloss und die ehemals von der gräflichen Familie bewohnten Prunkräume in persönlichen Führungen von Franz Spiegelfeld, Schwager des Eigentümers, besichtigen.

## Geschichte
Die Herren von Schenna treten als Ministerialen der Grafen von Tirol im Lauf des 12. Jahrhunderts in Erscheinung. Als eigentlicher Stammsitz dieses Geschlechts gilt der Burgrest bei St. Georg bzw. Alt-Schenna, der 1231 erstmals erwähnt wurde und von dem das Fundament des Bergfrieds erhalten blieb. 1346 belehnte Markgraf Ludwig der Brandenburger Petermann von Schenna 1352–1369 Landeshauptmann und Burggraf von Tirol, mit einem „Gesäß auf dem Bühel“ auf dem er 1350 ein neues Schloss errichtete. Den alten Burgstall, noch 1346 in einer Urkunde erwähnt, überließ er seinen Vettern. Um diese Zeit war Margarete die letzte Görzer Gräfin von Tirol. Nachdem er 1369 ohne männliche Erben gestorben war, erbte sein Schwiegersohn Hans von Starkenberg die verschuldete Herrschaft. 1423 verloren die Herren von Starkenberg Schenna an Herzog Friedrich mit der leeren Tasche. Die Burg die Anfangs noch Wehrcharakter besaß, wurde im Laufe der Jahrhunderte zu einem repräsentativen Adelssitz umgebaut. In den 1460er Jahren stürzte der Bergfried ein, auf dessen Wiederaufbau man verzichtete. Seit 1496 erscheinen als Besitzer die Herren von Liechtenstein-Kastelkorn. Von 1753 bis 1813 war das Schloss im Eigentum der Grafen Bettoni. 1818 kaufte es Johann von Goldrainer und 1838 Jakob Hinterwaldner. 1845 wurde Schenna von Erzherzog Johann erworben, der es nach seinem Tod seinen Nachkommen, den Grafen von Meran, überließ. Es ist noch heute in ihrem Besitz (Eigentümer ist Franz Meran aus Schloss Stainz), wird von Mitgliedern der Familie bewohnt und bewirtschaftet. Ein Teil des Schlosses ist heute ein Museum.

## Die Sammlung
Zu den Sammlungen Erzherzog Johanns, welche in vielen Räumen des Schlosses ausgestellt sind, zählen Gemälde und zahlreiche Porträts seiner habsburgischen Ahnen, die seine tiefe Verwurzelung zu seiner österreichischen Heimat zeigen. Außerdem befindet sich in dem Schloss die größte private Andreas-Hofer-Sammlung, weiterhin Gemälde von Johanns Kammermalern (Eduard Gurk und Matthäus Loder), die eindrucksvolle Landschaftsbilder geschaffen haben, Gebrauchsgegenstände aus Johanns Privatbesitz, sowie eine Sammlung verschiedenster Waffen aus dem 12. bis 19. Jahrhundert.

## Veranstaltungen
Auf Schloss Schenna fand 2011 erstmals die Gourmet-Veranstaltung „Sterne, Schlösser, Almen“ statt. Beteiligt waren u. a. die Köche Gerhard Wieser und Alois Haller.

## Umgebung

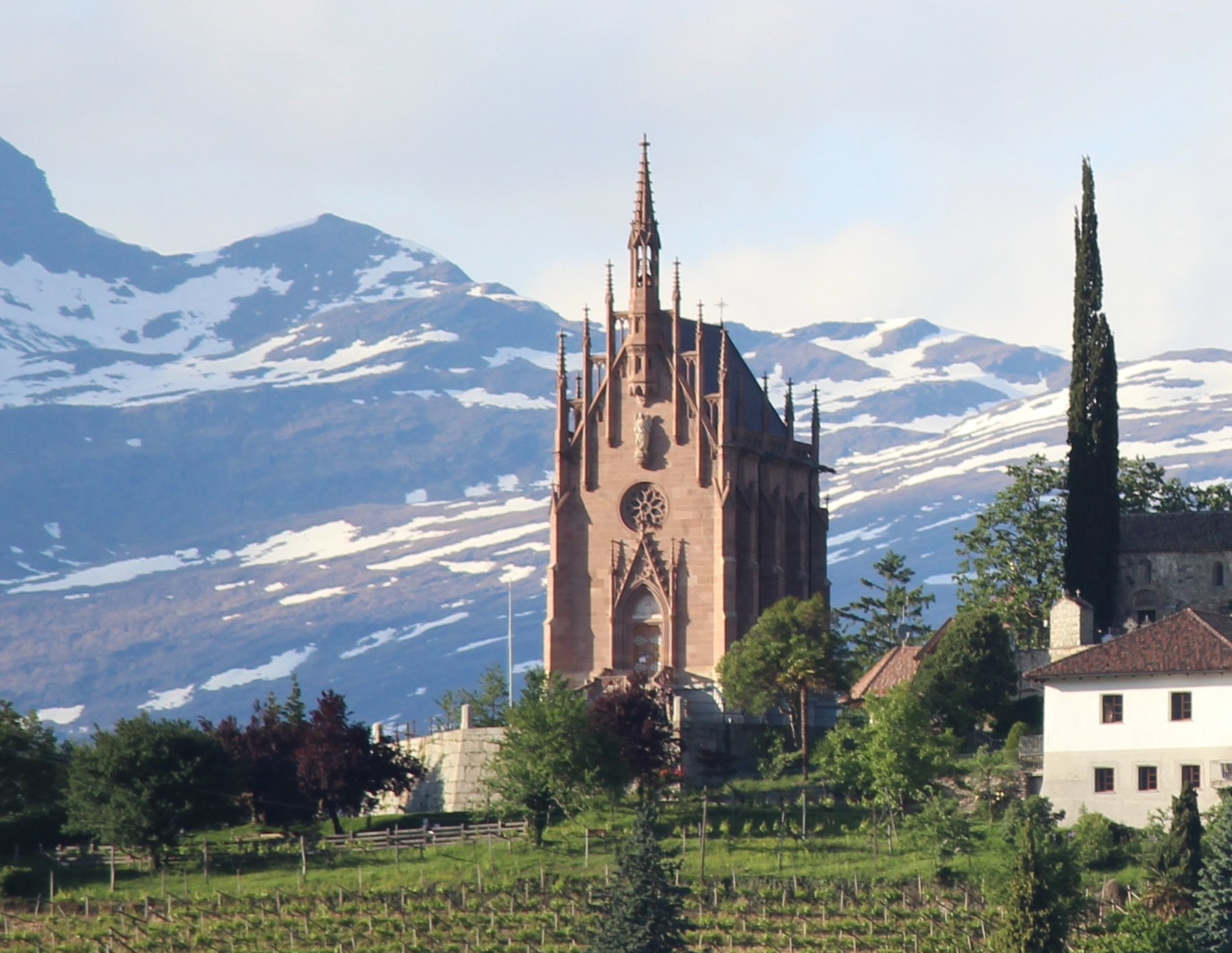
Mausoleum des Erzherzogs Johann

Zum Besitz gehören heute nicht nur das Schloss, sondern auch das Mausoleum am Kirchhügel von Schenna, wo Erzherzog Johann und seine Familie ihre letzte Ruhestätte fanden, sowie der Thurnerhof als landwirtschaftlicher Betrieb und traditionelles Wirtshaus.